# Ulrich Kampffmeyer
Ulrich Kampffmeyer (* 12. April 1952 in Hameln) ist ein deutscher Unternehmensberater, Autor, Publizist und Archäologe. Seine Wirkensschwerpunkte lagen zuletzt besonders im Bereich der revisionssicheren Archivierung, des Records Management, des Dokumentenmanagements und von ECM Enterprise Content Management. In diesem Umfeld beschäftigte er sich mit der rechtlichen Anerkennung der elektronischen Dokumentenspeicherung und Compliance von Informationssystemen. Sein besonderes Interesse gilt den organisatorischen, kulturellen und gesellschaftlichen Veränderungen durch den Einsatz von elektronischem Informationsmanagement durch die Ablösung von Papier, die Umstellung von Arbeitsweisen, neue Nutzungsmodelle und die Bewahrung des digitalen Wissens.

## Leben und Wirken
Ulrich Kampffmeyer besuchte die Volksschule in Hamburg und Bielefeld sowie das Gymnasium in Oerlinghausen. Am Schiller-Gymnasium in Hameln legte er 1972 das Abitur ab. Während seiner Schulzeit erlangte er parallel an der Jahn-Sprachenschule das Diplom zum Handelskorrespondenten in Englisch. Von 1973 bis 1979 studierte Ulrich Kampffmeyer an der Georg-August-Universität Göttingen Ur- und Frühgeschichte und  Vorderasiatische Archäologie sowie in den Nebenfächern Informatik, Bodenkunde, Kunstgeschichte und Orientalistik. Seine Studienabschlüsse in Göttingen waren 1978 der Magister Artium und 1988 die Promotion zum Dr. phil. Von 1979 bis 1981 setzte er an der Christian-Albrechts-Universität zu Kiel nebenberuflich seine Studien in Informatik und Bodenkunde fort und schloss diese 1982 mit dem Diplom-Prähistoriker ab. Im Jahr 2000 absolvierte er den internationalen Abschluss AIIM MIT Master of Information Technology in Silver Spring, Maryland, USA.

### Lehre und Forschung
Seit 1976 war er parallel zum Studium als Lehrbeauftragter an der Universität Göttingen tätig. Der Schwerpunkt seiner Arbeiten lag auf Ausgrabungsmethodik und Einsatz naturwissenschaftlicher Verfahren, wie sie damals unter dem Ansatz „New Archaeology“ bekannt waren. In Kiel war er von 1980 bis 1982 als wissenschaftlicher Assistent am Institut für Ur- und Frühgeschichte an der naturwissenschaftlichen Fakultät der Christian-Albrechts-Universität tätig. Schwerpunkt seiner Arbeiten neben der Lehrtätigkeit waren bodenkundliche Methoden für Ausgrabungen und der Einsatz der elektronischen Datenverarbeitung in der archäologischen Forschung und Dokumentation. Am Fraunhofer-Institut für Informations- und Datenverarbeitung IITB in Karlsruhe war er von 1983 bis 1987 in verschiedenen Forschungsprojekten zunächst als wissenschaftlicher Mitarbeiter, später als selbstständiger Unternehmer tätig. Schwerpunkt seiner Tätigkeiten waren Systeme zur Bilderfassung, Bildverarbeitung, Mustererkennung, automatischen Klassifikation und digital-optische Speichersysteme für die Archivierung. Hierzu gehörte am Fraunhofer-Institut das Forschungsprojekt ARCOS zur Entwicklung von Dokumentations- und Datenbanksystemen für die Archäologie. Im Rahmen dieser Tätigkeiten betreute er mehrere Diplomarbeiten an den technischen Universitäten in Karlsruhe und Braunschweig, war in verschiedenen Projekten zum Bildverstehen und zum Wissensmanagement tätig und beschäftigte sich mit der Standardisierung von Dokumentationssystemen für die Bodendenkmalpflege. Am MMC Multi Media Campus der Universität Kiel lehrte er 2005/2006 zum Thema Wissensmanagement.

## Veröffentlichungen
- Archäologische und bodenkundliche Untersuchungen in Klein Neudorf, Gemeinde Bosau, Kreis Ostholstein : Auswertung d. Ausgrabungen des Jahres 1980. Wachholtz, Neumünster, 1985, ISBN 978-3-529-01658-5.
- Die Keramik der Siedlung Hüde I am Dümmer : Untersuchungen zur Neolithisierung des nordwestdeutschen Flachlands. Dissertation, Göttingen, 1998, 4 Bände
- (mit Piero Zamperoni, Wolf-Rüdiger Teegen, Luis Graca) Untersuchungen zur rechnergestützten Klassifikation der Form von Keramik. Hrsg. von Ulrich Kampffmeyer. Lang, Frankfurt a. M., 1988, ISBN 978-3-8204-0228-5.
- (mit Jörg Rogalla) Grundsätze der elektronischen Archivierung: „Code of Practice“ zum Einsatz von Dokumenten-Management- und elektronischen Archivsystemen. (= VOI-Schriftenreihe Kompendium. Bd. 3). 2., überarbeitete und erweiterte Auflage. Verband Optische Informationssysteme, Darmstadt 1997, ISBN 3-932898-03-6.
- (mit Barbara Merkel) Grundlagen des Dokumentenmanagements: Einsatzgebiete, Technologien, Trends. Gabler, Wiesbaden 1997, ISBN 3-409-87940-4; 2. Auflage: Dokumentenmanagement. Grundlagen und Zukunft. Project Consult Verlag, Hamburg 1999, ISBN 3-9806756-0-2.
- (mit Karl-Georg Henstorf, Jan Prochnow) Grundsätze der Verfahrensdokumentation nach GoBS: „Code of Practice“ zur revisionssicheren Archivierung. (= VOI-Schriftenreihe Kompendium. Bd. 4). Verband Optische Informationssysteme, Darmstadt 1999, ISBN 3-932898-03-6.
- Dokumenten-Technologien: Wohin geht die Reise? Project Consult Verlag, Hamburg 2003, ISBN 3-9806756-4-5.
- ECM Enterprise Content Management. Project Consult Verlag, Hamburg 2006, ISBN 3-936534-09-8.